# Ладелунд
Ладелунд (њем. Ladelund) општина је у њемачкој савезној држави Шлезвиг-Холштајн. Једно је од 132 општинска средишта округа Нордфризланд. Према процјени из 2010. у општини је живјело 1.416 становника. Посједује регионалну шифру (AGS) 1054073.

## Географски и демографски подаци
Ладелунд се налази у савезној држави Шлезвиг-Холштајн у округу Нордфризланд. Општина се налази на надморској висини од 20 метара. Површина општине износи 24,1 km². У самом мјесту је, према процјени из 2010. године, живјело 1.416 становника. Просјечна густина становништва износи 59 становника/km².